# يوليوس فرانك
يوليوس فرانك (بالألمانية: Julius Frank)‏ هو مؤرخ برازيلي وألماني، ولد في 8 ديسمبر 1808 في غوتا في ألمانيا، وتوفي في 19 يونيو 1841 في ساو باولو في البرازيل.